# NGC 6989
NGC 6989 is een open sterrenhoop in het sterrenbeeld Zwaan. Het hemelobject werd op 11 september 1790 ontdekt door de Duits-Britse astronoom William Herschel.